# Opakovaný křest
Opakovaný křest či rebaptismus v křesťanství je křest osoby, která byla pokřtěna dříve, obvykle ve spojení s denominací, která neuznává platnost předchozího křtu. Když jedna denominace znovu pokřtí členy jiné denominace, je to známkou významných teologických rozdílů. Církve, které praktikují výhradně křest věřících, včetně baptistů a Kristových církví, znovu křtí ty, kteří byli pokřtěni jako děti, protože nepovažují křest dětí za platný.
Rebaptismus je obecně spojován s:
- Anabaptismus, z řeckého ἀνα- (re-) a βαπτίζω (křtím)
- Denominace, které vyžadují křest věřících, například baptistické církve
- Mormonismus
- Letniční církve jednoty (angl. Oneness Pentecostalism)

## Katolická církev
Katolická církev zastává názor, že opakovaný křest není možný:
§1272. Pokřtěný, který je křtem přivtělen ke Kristu, se mu stává podobným. Křest vtiskuje křesťanovi nezrušitelné duchovní znamení (pečeť) jeho příslušnosti ke Kristu. Toto znamení nesmaže žádný hřích, i když hřích zabraňuje, aby křest přinášel ovoce spásy. Křest se uděluje jednou provždy a nemůže být opakován.
Křty těch, kteří mají být přijati do katolické církve z jiných křesťanských společenství, jsou považovány za platné, pokud jsou udělovány podle trojiční formule. Jak uvádí Katechismus katolické církve:
§1256. Řádným služebníkem křtu je biskup a kněz, v latinské církvi i jáhen. V případě nutnosti může s užitím trinitární křestní formule křtít každý, i nepokřtěný, jen když má požadovaný úmysl. Požadovaný úmysl je: chtít konat to, co koná církev, když křtí. Církev spatřuje důvod pro tuto možnost ve všeobecné spásné Boží vůli a v nezbytnosti křtu pro spásu.
[...]
§1284. V případě nutnosti může křtít každý, s podmínkou, že míní konat to, co koná církev, a že lije vodu na hlavu kandidáta  se slovy: „Já tě křtím ve jménu Otce i Syna i Ducha svatého.“
Kodex kanonického práva z roku 1983 se zabývá případy, kdy je platnost křtu zpochybněna:
Kán. 869 §1. Jestliže je pochybnost, zdali někdo byl pokřtěn nebo zdali byl křest udělen platně, a pochybnost zůstává i po řádném pátrání, udělí se mu křest pod podmínkou.
§2. Pokřtění v nekatolickém církevním společenství se křtí pod podmínkou jen tehdy, jestliže je vážný důvod k pochybnosti o platnosti křtu vzhledem k použité látce a slovní formě při udílení křtu a vzhledem k úmyslu dospělého křtěnce a udělovatele křtu.
§3. Jestliže v případech podle §1 a 2 zůstává pochybnost o udělení křtu nebo o jeho platnosti, udělí se křest teprve po poučení dospělého křtěnce o svátosti křtu a po sdělení důvodů k pochybnosti o platnosti křtu, a to jemu nebo, je-li dítětem, jeho rodičům.
V případech, kdy je platný křest proveden po neplatném pokusu, se má za to, že ve skutečnosti došlo pouze k jednomu křtu, a to k tomu platnému. Křest se tedy nikdy neopakuje.

## Pravoslavná církev
Existují zprávy o případech, kdy pravoslavné církve znovu křtí konvertity z protestantských a katolických církví, i když se to v jednotlivých diecézích liší. V rámci OCA (Pravoslavná církev v Americe) jsou konvertité spíše biřmováni než znovu pokřtěni. V ROCOR (Ruská pravoslavná církev mimo Rusko) a dalších církvích někdy dochází ke znovukřtění. Praxe řeckých pravoslavných se změnila v roce 1755, kdy konstantinopolský patriarcha Cyril V. vydal Definici svaté církve Kristovy hájící svatý křest daný od Boha a opovrhující křty heretiků, které jsou udělovány jinak. Ve 21. století však řečtí pravoslavní na znovukřtění katolíků netrvají.

## Reformované církve
Reformované církve učí, že „svátost křtu má být každému člověku udělena pouze jednou“ (Westminsterské vyznání víry, kapitola 28, odstavec 7). Jednotlivec, který byl pokřtěn podle trojiční formule v některé z nicejských křesťanských denominací, tak může být přijat do reformované církve na základě vyznání víry. Ti, kteří přicházejí z náboženských skupin mimo nicejské křesťanství, jako například bývalí členové Církve Ježíše Krista Svatých posledních dnů, jsou znovu pokřtěni, protože reformovaná církev zastává názor, že mormonský křest byl neplatný (reformovaná církev to nepovažuje za „znovukřtění“, ale za to, že jedinec přijímá svátost „křtu“ poprvé).

## Restauracionistická hnutí
Svatí posledních dnů provádí znovukřtění, protože věří, že kněžská pravomoc k vykonávání křtu náleží pouze jejich církvi.
Svědkové Jehovovi neuznávají předchozí křty vykonané jinými denominacemi.
Adventisté sedmého dne běžně znovu křtí osoby, které zachovávaly Sabat jako první den v týdnu (což považují za nesprávný den) a nyní se rozhodly zachovávat sedmý den jako sobotu, a také osoby, které se odvrátily od Boha a otevřeně zhřešily, ale nyní se chtějí znovu stát členy církve a společenství.